# Przylądek Speila
Przylądek Speila (ang. Speil Point) – przylądek na Wyspie Króla Jerzego, na zachodnim wybrzeżu Półwyspu Kellera, nad Zatoką Mackellara, poniżej szczytu Flagstaff Hill. Jest najdalej na zachód wysuniętym punktem Półwyspu Kellera.